# Van Huyssum
'Van Huyssum' est un cultivar de rose ancienne obtenu avant 1837 par Louis Parmentier. Elle est baptisée en l'honneur du peintre de fleurs Jan van Huysum.

## Description
Cet hybride de rose gallique présente des fleurs doubles rose franc (17-25 pétales) à l'aspect chiffonné. Leur cœur est serré. Elles sont parfumées. La floraison, abondante, n'est pas remontante. 
Son buisson est résistant et vigoureux, drageonnant s'il est franc de pied. Il peut atteindre de 120 cm à 150 cm.
Le feuillage est mat et sain.
Sa zone de rusticité est de 6b à 9b ; il supporte donc les hivers froids.
Il s'agit d'une rose peu présente dans les catalogues, mais toujours très appréciée par les amateurs de roses anciennes.